# Condado de Atkinson
Atkinson é um condado localizado no estado americano da Geórgia. Segundo o censo de 2010, a população era superior a oito mil. A sede do condado é Pearson.
O condado foi formado em 1917, a partir de partes dos condados de Coffee e Clinch. Foi nomeado em homenagem a William Yates Atkinson, governador democrático da Geórgia entre 1894 e 1898. Em 2003, apresentava a maior taxa de analfabetismo de qualquer município do país, com 36%.